# Die Welt ist groß und Rettung lauert überall (Film)
Die Welt ist groß und Rettung lauert überall ist eine Verfilmung des Romans Die Welt ist groß und Rettung lauert überall von Ilija Trojanow.

## Handlung
Bulgarien in den 1980er Jahren: Eine Familie mit einer Leidenschaft für das Backgammonspielen lebt, soweit das unter den Bedingungen der kommunistischen Herrschaft in Bulgarien möglich ist, im friedlichen Miteinander mit ihrer Umwelt. Als Mensch mit einer eigenen Meinung eckt Großvater Bai Dan jedoch des Öfteren bei der Obrigkeit an. Als folgenschwere Konsequenz soll sein Schwiegersohn gezwungen werden, Familie und Freunde zu verraten. Dieser weigert sich jedoch leise und plant stattdessen die Flucht in den Westen. Die unwegsame Reise glückt letztendlich.

## Hintergrund
Die Welt ist groß und Rettung lauert überall wurde im Oktober 2008 beim Melodist Festival in Kiew uraufgeführt. Die Erstaufführung in deutscher Sprache war am 26. März 2009 in der Schweiz, die Erstaufführung in Deutschland am 28. September 2009. Am 1. Oktober 2009 kam der Film in die deutschen Kinos.
2008 gewann der Film beim Zurich Film Festival den Publikumspreis.

## Kritik
„Ein betont schöner, wenngleich etwas naiver Kinotraum von der Erlösung um die Ecke.“